# Xaver Schwarzenberger
Xaver Schwarzenberger, né le 21 avril 1946 à Vienne, est un directeur de la photographie et réalisateur autrichien.

## Biographie
Après son service volontaire en 1970, Schwarzenberger devient chef opérateur dans des documentaires puis dans des productions télévisuelles (comme Tatort). En 1980, Rainer Werner Fassbinder le fait venir à Munich pour tourner Berlin Alexanderplatz puis Lili Marleen. En faisant des allers-retours en Autriche, il devient réalisateur (en même temps qu'il est aussi le chef opérateur de ses films) à partir de 1983.

## Filmographie sélective

### En tant que directeur de la photographie
- 1976 : Tatort: Wohnheim Westendstraße
- 1980 : Berlin Alexanderplatz
- 1980 : Lili Marleen
- 1981 : Der Schüler Gerber (de)
- 1982 : Querelle
- 1982 : Kamikaze 1989
- 1982 : Le Secret de Veronika Voss
- 1982 : L'As des as
- 1983 : Le Marginal
- 1984 : Wenn ich mich fürchte...
- 1985 : La Nuit
- 1988 : Ödipussi (de)
- 1992 : Schtonk !

### En tant que réalisateur
Cinéma
- 1983 : Der Stille Ozean
- 1984 : Donauwalzer
- 1985 : Otto – Der Film (avec Otto Waalkes)
- 1987 : Otto – Der neue Film (de) (avec Otto Waalkes)
- 1989 : Beim nächsten Mann wird alles anders
- 1998 : Fever

Télévision
- 1987 : Orage en mai
- 1988 : Souterrain
- 1990 : La Sœur dans l'ombre
- 1990 : Absturz
- 1992 : Duett
- 1994 : Tafelspitz
- 1995 : Lovers
- 1995 : Fesseln
- 1997 : Lamorte (de)
- 1997 : Die Nacht der Nächte
- 1998 : Krambambuli
- 1998 : Single Bells (de)
- 1999 : Stella di mare – Hilfe, wir erben ein Schiff!
- 1999 : Vino santo (de) (Es lebe die Liebe, es lebe der Wein)
- 2000 : O Palmenbaum (de)
- 2000 : Happy Hour oder Glück und Glas
- 2001 : Edelweiss
- 2002 : Andreas Hofer – Die Freiheit des Adlers (de)
- 2002 : Ein Hund kam in die Küche
- 2003 : Annas Heimkehr (de)
- 2003 : Eine Liebe in Afrika
- 2003 : Dinner for Two
- 2004 : Une mamie envahissante
- 2005 : Margarete, le génie d'une femme (de)
- 2006 : Muttis Liebling
- 2006 : Une femme sans cœur
- 2006 : Mein süßes Geheimnis (de)
- 2007 : Sur un air de tango
- 2007 : Copacabana
- 2009 : Un ours mâle léché
- 2009 : Sissi : Naissance d'une impératrice
- 2009 : Detektiv wider Willen
- 2012 : Die Verführerin Adele Spitzeder
- 2012 : Clarissas Geheimnis
- 2013 : Stille

### En tant qu'acteur
- 1993 : Schramm

## Récompenses et distinctions
- Berlinale 1983 : Ours d'argent pour une contribution notable pour Der Stille Ozean